# Władysław Kordan
Władysław Kordan (ur. 29 maja 1960 w Prabutach) – profesor doktor habilitowany.

## Życiorys
Absolwent ART W Olsztynie. W latach 1999–2002 prodziekan, w latach 2002–2008 dziekan Wydziału Bioinżynierii Zwierząt UWM w Olsztynie, w latach 2008–2012 prorektor UWM w Olsztynie, aktualnie kierownik Katedry Biochemii i Biotechnologii Zwierząt UWM, specjalność: nauki rolnicze (zootechnika, biologia rozrodu zwierząt, biochemia zwierząt). Doktorat uzyskał w 1991 r., habilitację w 2001, tytuł profesora nadał mu Prezydent Rzeczypospolitej Polskiej w 2012 r. Od 2014 roku pracuje na stanowisku profesora zwyczajnego. Promotor dwóch prac doktorskich, konsultant i doradca merytoryczny w 6 przewodach habilitacyjnych. Recenzent 5 rozpraw doktorskich, 10 przewodów habilitacyjnych, 2 postępowań o tytuł naukowy profesora oraz ponad 160 prac naukowych do wydawnictw naukowych indeksowanych w bazie JCR. Autor ponad 300 prac naukowych, w tym ponad 105 z wyliczonym IF. Całkowity IF wymienionych prac wynosi ponad 180.  Członek komitetów redakcyjnych czasopism naukowych Polish Journal of Veterinary Sciences i Journal of Urology (indeksowanych w bazie JCR). 

## Badania naukowe
Prowadzi badania w zakresie:
1. Biochemii nasienia zwierząt gospodarskich
2. Proteomika męskiego układu rozrodczego
3. Doskonalenia nowoczesnych metod oceny jakości nasienia z uwzględnieniem ich przydatności do konserwacji.

## Publikacje
Autor ponad 300 publikacji naukowych, w tym ponad 110 oryginalnych prac twórczych (105 w czasopismach międzynarodowych z wyliczonym IF, indeksowanych w bazie Web of Science). Całkowity IF wymienionych publikacji wynosi ponad 180.

## Członkostwo w towarzystwach naukowych i organizacjach
- European Society for Domestic Animal Reproduction,
- Polskie Towarzystwo Biochemiczne,
- Towarzystwo Biologii Rozrodu

## Nagrody i odznaczenia
- Nagrody Rektora ART I UWM – 46
- Honorowa odznaka ART -1994
- Dyplom Uznania V Wydziału PAN – 1999
- Złota Odznaka ZNP – 1999
- Odznaka „Zasłużony Pracownik Rolnictwa” – 1999
- Nagroda Indywidualna Ministra Edukacji Narodowej i Sportu – 2002
- Srebrny Krzyż Zasługi – 2005
- Medal Komisji Edukacji Narodowej – 2006
- Medal ZG AZS za Zasługi w Rozwoju Sportu Akademickiego – 2013

- Medal 15-lecia UWM – 2014

## Autolustracja
Po publikacjach prasowych w 2008 roku dotyczących domniemanej współpracy ze Służbą Bezpieczeństwa PRL prof. Kordan złożył do Sądu Okręgowego w Olsztynie wniosek o autolustrację. Według Oddziału Instytutu Pamięci Narodowej w Białymstoku Władysław Kordan miał być tajnym współpracownikiem SB o pseudonimie „Paweł” w latach 1980-1986. Działający w pierwszej instancji Sąd Okręgowy w Olsztynie wydał orzeczenie 30 grudnia 2011 roku, w którym uznał, że profesor złożył niezgodne z prawdą oświadczenie lustracyjne. Od tego wyroku Władysław Kordan odwołał się do Sądu Apelacyjnego w Białymstoku, który w kwietniu 2012 roku uchylił wyrok i skierował sprawę do ponownego rozpatrzenia. Po ponownym rozpatrzeniu sprawy przez Sąd Okręgowy w Olsztynie, 29 listopada 2013 roku profesor został uniewinniony. Decyzję sądu zaskarżył prokurator IPN w Białymstoku. Sąd Apelacyjny ponownie nakazał rozpatrzenie sprawy. Na kolejnym posiedzeniu Sądu Okręgowego w Olsztynie profesor Kordan wycofał wniosek o autolustrację, a Sąd przychylił się do tego wniosku. Prokurator IPN złożył zażalenie w sprawie tego postanowienia. W dniu 5 grudnia 2014 roku Sąd Apelacyjny w Białymstoku prawomocnie postanowił utrzymać w mocy decyzję Sądu Okręgowego w Olsztynie i umorzył postępowanie lustracyjne wobec prof. Władysława Kordana.